# Python Package Index
PyPI  (de l'anglais « Python Package Index ») est le dépôt tiers officiel du langage de programmation Python. Son objectif est de doter la communauté des développeurs Python d'un catalogue complet recensant tous les paquets Python libres. Il est analogue au dépôt CPAN pour Perl.
La plupart des gestionnaires de paquets Python utilisent ce dépôt. Le plus connu de ces gestionnaires est pip.
En mai 2023, plus de 450 000 paquets Python sont disponibles.
Pypi possède un index autorisant la recherche par mots clefs et filtres sur les métadonnées alimentées de ces paquets